# Petra Vlhová
Petra Vlhová, née le 13 juin 1995 à Liptovský Mikuláš, est une skieuse alpine slovaque, première sportive de son pays à remporter la médaille d'or en ski alpin et même à monter sur le podium aux Jeux olympiques, à Pékin 2022, et à gagner classement général de la Coupe du monde au terme de la saison 2020-2021. Elle est également la première championne du monde slovaque dans son sport en gagnant le slalom géant des Mondiaux d'Åre le 14 février 2019, où elle a également remporté une médaille d'argent en combiné alpin et une de bronze en slalom.
Avec l'argent dans le Team Event à Saint-Moritz en 2017, elle a remporté toutes les médailles de la Slovaquie aux Mondiaux de ski alpin. Médaillée d'or en slalom aux Jeux olympiques de la jeunesse 2012 à Innsbruck, elle est aussi devenue cette même année 2019 la skieuse slovaque comptant le plus de victoires en Coupe du monde et s'affirme comme la principale rivale de Mikaela Shiffrin en slalom, mais aussi en géant et au classement général au cours de l'hiver 2018-2019.
À l'issue d'une saison 2019-2020 prématurément interrompue par la pandémie de coronavirus, mais aussi compte tenu de l'absence de Mikaela Shiffrin du circuit international à partir du début février, Petra Vlhová s'adjuge ses premiers trophées de cristal : les petits globes du slalom et du parallèle. Lors de la saison 2020-2021, elle est en tête du classement général durant pratiquement tout l'hiver avant d'être momentanément dépassée par la spécialiste de la vitesse Lara Gut-Behrami. Mais les dernières épreuves techniques de l'hiver lui permettent  de reprendre la première place et de marquer l'histoire de la Slovaquie lors des finales de Lenzerheide en s'assurant le gros globe de cristal le 20 mars 2021. Avec cinq victoires et deux deuxièmes place en sept slaloms disputés en 2021-2022, elle s'adjuge le petit globe de cristal de la discipline à deux courses de la fin.
Le 9 février 2022, elle remporte le titre olympique du slalom à l'occasion d'une deuxième manche maîtrisée après avoir signé le huitième temps sur le premier tracé. Première médaillée de son pays en ski alpin, elle en est également la deuxième médaillée d'or aux Jeux d'hiver après Anastasia Kuzmina en biathlon. Après ces Jeux, elle laisse le gros globe à Mikaela Shiffrin et termine deuxième derrière elle au classement général. Après une saison 2022-2023 en retrait, elle reprend son duel avec Mikaela Shiffrin principalement en slalom lors de l'hiver suivant, qui s'interrompt sur blessure au mois de janvier. Elle doit déclarer forfait pour la saison 2024-2025

## Biographie
Sa carrière officielle débute en novembre 2010, avant qu'elle ne fasse son apparition en Coupe d'Europe en mars 2011.
Petra Vlhová fait ses débuts en Coupe du monde en décembre 2012 lors du slalom de Semmering, et se classe à la onzième place. Elle remporte la médaille d'or en slalom aux Jeux olympiques de la jeunesse d'hiver d'Innsbruck 2012.
En 2014, elle participe aux Jeux olympiques de Sotchi où elle se classe 24e du slalom géant puis 19e du slalom. Quelques jours après la fin des Jeux, elle remporte le titre de championne du monde junior du slalom à Jasna devant son public.

### Saison 2015-2016: première victoire
Lors de la saison 2015-2016, après avoir obtenu plusieurs top vingt, elle atteint le podium pour la première fois avec une victoire en slalom à Åre. Elle atteint la finale du Team Event aux Mondiaux de Saint-Moritz 2017, où avec Veronika Velez Zuzulova, Matej Falat et Andreas Zampa, elle est battue par l'équipe de France qui s'adjuge le titre. Il s'agit de la première médaille de la Slovaquie aux Mondiaux de ski alpin. En 2017-2018, Petra Vlhová s'affirme comme la principale rivale de Mikaela Shiffrin en slalom, avec avant la fin de l'année, en trois épreuves disputées, une victoire à Levi, une deuxième place derrière l'Américaine à Killington, et une autre dans le duel final du premier slalom parallèle de l'histoire en Coupe du monde, à Courchevel où elle n'est battue que de 4/100e de secondes par Shiffrin.

### Saison 2018-2019: à la lutte avec Mikaela Shiffrin
Lors de la saison 2018-2019, tout d'abord quatre fois de suite dauphine de Mikaela Shiffrin en slalom (à Levi, à Killington, en finale du slalom parallèle de Saint-Moritz, et à Courchevel), Petra Vlhová remporte sa première victoire de l'hiver, et le premier succès de sa carrière en Géant (où elle n'avait jusque-là jamais obtenu de podium) au terme des deux manches disputées à Semmering le 28 décembre, devant les deux spécialistes de la discipline Viktoria Rebensburg à 45/100e et Tessa Worley à 60/100e. Le 1er janvier, au pied des tremplins d'Holmenkollen, elle bat Shiffrin pour la première fois de l'hiver, dans les deux manches de la finale du slalom parallèle lors du City Event d'Oslo. Sa sixième victoire en carrière lui permet de dépasser Veronika Velez Zuzulová et de devenir la skieuse slovaque comptant le plus de succès en Coupe du monde. Encore 2e derrière Shiffrin dans le slalom de Zagreb le 5 janvier, et donc battue cinq fois de suite par la skieuse américaine dans la discipline, elle finit par prendre le meilleur sous la neige, dans le slalom nocturne de Flachau, trois jours plus tard, à la faveur d'un meilleur temps en deuxième manche pour la devancer au terme de la course de 15/100e de seconde. Le 1er février dans le géant de Maribor, en se montrant la plus rapide dans la 2e manche, Petra Vlhová refait son retard de 48/100e concédé à Shiffrin sur le premier tracé, et partage la victoire avec l'Américaine dans un temps total identique de 2 min 31 s 31. Son 2e succès en géant de l'hiver et le 8e de sa carrière.
Le 8 février, lors des championnats du monde à Åre, Petra Vlhová commence par prendre la médaille d'argent du combiné alpin, 3/100e de seconde derrière Wendy Holdener. Elle fête ainsi son premier podium aux Mondiaux de ski alpin. Six jours plus tard, elle écrit l'histoire de son pays en devenant la première championne du monde de ski alpin slovaque. Elle s'impose en effet dans le slalom géant devant Viktoria Rebensburg à 14/100e de seconde, et Mikaela Shiffrin à 38/100e, après avoir réalisé le 2e temps de la première manche derrière la championne olympique 2010 allemande, puis en réalisant le 3e temps sur le second tracé, alors que ses rivales y ont moins bien figuré (respectivement 9e et 6e chrono). Elle s'adjuge le 16 février une troisième médaille sur la piste Gästrappet, le bronze du slalom remporté par Mikaela Shiffrin, en remontant de la 5e place après la première manche. Ainsi, la Slovaquie compte quatre médailles tous championnats du monde confondus, toutes remportées par Petra  Vlhová.
De retour en Coupe du monde, le 8 mars, la skieuse slovaque remporte son troisième géant de la saison, s'imposant à Špindlerův Mlýn après avoir signé le meilleur temps en première manche, puis en résistant au retour de Viktoria Rebensburg battue de 11/100e de seconde en bas du second tracé, alors que Mikaela Shiffrin prend la troisième place. Du coup, la skieuse slovaque est la dernière rivale de l'Américaine pour le petit globe du géant, mais ce n'est que mathématique : 97 points de retard. Lors de la course finale à Soldeu le 17 mars, Shffrin s'impose et Vlhová termine 3e. Tout comme en slalom la veille. Finalement, Petra Vlhová est à la deuxième place dans trois classements : général, slalom et géant, décrochant  autant de « médailles d'argent » derrière Mikaela Shiffrin. Elle aura obtenu cinq victoires et quatorze podiums durant l'hiver, étant la seule à battre Shiffrin en slalom tout en rivalisant avec elle en géant.

### Saison 2019-2020: deux petits globes
Lors de la saison 2019-2020, en dépit de débuts difficiles, Petra Vlhová obtient son premier podium avec une deuxième place sur le slalom de Killington le 1er décembre devant la Suédoise Anna Swenn-Larsson. Le 15 décembre, les deux skieuses se retrouvent sur le slalom parallèle de St. Moritz  (Suisse) que Vlhová remporte sur le fil à deux centièmes de seconde. Enfin, Vlhova termine 2019 sur une deuxième place sur le slalom de Lienz (Autriche), Mikaela Shiffrin remportant cette course ainsi que le slalom géant.
Petra Vlhová réalise le 4 janvier le meilleur temps des deux manches du slalom de Zagreb et remporte sa sixième victoire dans la discipline, devancant Shiffrin de près d'une seconde et demie. Dix jours plus tard, elle s'impose de nouveau sur les deux manches du slalom de Flachau (Autriche), Anna Swenn-Larsson et Mikaela Shiffrin s'adjugeant les deuxième et troisième places. Le 18 janvier, la championne slovaque remporte sa troisième victoire consécutive de la compétition sur le slalom géant de Sestriere (Italie), partageant la première avec Federica Brignone. Mikaela Shiffrin termine troisième, accusant juste un centième de retard.
Mikaela Shiffrin est présente pour la dernière de l'hiver fois en compétition à Bansko où les 24 et 26 janvier, elle s'impose en descente et en Super-G. Début février, son père Jeff décède et l'Américaine s'absente du circuit. Petra  Vlhová remporte à Maribor le 16 février son troisième slalom de la saison qui s'avère aussi être le dernier, et prend la tête du classement du slalom. Il n'y a ensuite plus une seule épreuve technique courue compte tenu des annulations dues à la pandémie de coronavirus. Ainsi, la championne slovaque s'adjuge ses premiers trophées de cristal, celui du slalom, mais également celui du parallèle, un classement dont elle avait pris la tête dès le mois de décembre après sa victoire à Saint-Moritz. Elle termine également troisième du classement général derrière Federica Brignone et Mikaela Shiffrin, au cours d'une saision où elle s'est alignée dans toutes   les disciplines, marquant ses premiers points en descente et en super-G.
Petra Vlhová s'engage également auprès des jeunes sportifs slovaques en les équipant de matériel par l'intermédiaire de ses sponsors Rossignol, Reusch, Born, Arnox ou encore Brubeck.

### Saison 2020-2021: première slovaque gagnante de la Coupe du monde
Lors de la saison 2020-2021, elle remporte les deux premiers slaloms de l'hiver à Levi, les 21 et 22 novembre, puis signe un troisième succès consécutif quatre jours plus tard en s'imposant en finale du slalom parallèle de Zürs.
Troisième sur le slalom géant de Courchevel le 12 décembre, Vlhová est toutefois disqualifiée à l'issue du deuxième slalom géant le 14. Au cours de la série d'épreuves de descente et de Super G à Val d'Isère, elle obtient son meilleur résultat en arrivant sixième sur le dernier Super G du 20 décembre. Une semaine plus tard, la championne slovaque se distingue sur le slalom géant de Semmering (Autriche), dominant le premier tour. En raisons de fortes rafales de vent, le deuxième tour est reporté puis supprimé, annulant l'épreuve complète. Cependant, Vlhová se classe quatrième sur le slalom du lendemain, confortant son avantage dans le classement général.
Le 3 janvier 2021, Petra Vlhová fête son quarantième podium et sa dix-huitième victoire en dominant de bout en bout le slalom de Zagreb (Croatie), devenant pour la deuxième année consécutive "Snow Queen". Par solidarité envers les victimes du séisme de la semaine précédente, une partie de son prix obtenu à Zagreb leur sera reversé.
Un mois plus tard, la skieuse slovaque s'offre son premier podium en super G, obtenant la deuxième place à Garmisch-Partenkirchen
Lors des championnats du monde de Cortina d'Ampezzo, Petra Vlhová décroche deux médailles d'argent en combiné alpin et en slalom, concédant une seconde de retard sur Katharina Liensberger.
C'est au mois de mars que Petra Vlhová remonte sur un podium de coupe du monde lors de l'épreuve de slalom le 6 mars à Jasná (Slovaquie), décrochant la deuxième place à domicile derrière Mikaela Shiffrin, puis la victoire le jour suivant en slalom géant, devenant la première Slovaque victorieuse à Jasná depuis Veronika Velez-Zuzulová (troisième) cinq ans plus tôt.
Le 12 mars, Vlhová  remporte le slalom d'Åre Katharina Liensberger et Mikaela Shiffrin terminant deuxième et troisième sur le podium. Six ans après sa toute première victoire en coupe du monde et deux ans après son triplé or-argent-bronze (slalom géant-combiné-slalom) aux championnats du monde, Vlhová fête à la fois sa quatrième victoire de la saison en slalom et surtout sa vingtième victoire en Coupe du monde, reprenant la tête du classement général occupé jusque là par la Suissesse Lara Gut-Behrami. Le lendemain, en dépit d'une erreur en début de parcours qui faillit s'avérer fatale, Petra Vlhová effectue une remontée héroïque entre les deux manches : vingt-septième à l'issue du premier tour, elle sauve l'honneur en se classant huitième à l'issue du second, tout en réalisant le meilleur temps de la deuxième manche.
Lors de la dernière épreuve de Lenzerheide (Suisse), Petra Vlhová termine sixième du slalom ce qui la prive du petit globe de cristal remporté par Katharina Liensberger. En revanche, ce classement lui accorde suffisamment de points au classement général pour remporter le gros globe de cristal, le premier de sa carrière, et le premier pour la Slovaquie, tous sexes confondus.

### Saison 2021-2022: le petit globe du slalom à deux courses du terme et le titre olympique
Petra Vlhová démarre la nouvelle saison avec son nouvel entraîneur, le Suisse Mauro Pini, et se hisse sur la troisième marche du podium lors du slalom géant d'ouverture de Sölden. Absente lors de l'épreuve de parallèle à Lech-Zürs, la skieuse de Liptovský Mikuláš remporte après coup les deux épreuves de slalom à Levi (Finlande), améliorant son chrono entre les deux épreuves. Fait rare, le podium resta identique pour les deux courses : 1. Petra Vlhová, 2. Mikaela Shiffrin, 3. Lena Dürr. Ce double succès porte à cinq le nombre de victoires de Vlhová à Levi, battant le record de Mikaela Shiffrin (quatre).
Petra Vlhová est absente des disciplines de vitesse et ne fera sa rentrée dans la spécialité qu'en janvier à Zauchensee (Autriche). Entre-temps, elle obtient la quatrième puis la cinquième place sur les deux slaloms géants de Courchevel avant Noël.
Sur les deux épreuves suivantes à Lienz (Autriche), Petra Vlhová obtient la deuxième place sur le slalom géant, remporté par Tessa Worley, puis s'adjuge la victoire sur le slalom du lendemain, signant sa quinzième victoire dans la spécialité et son cinquantième podium en coupe du monde.
Le 4 janvier 2022, Petra Vlhová réalise le hat-trick de trois victoires à la suite sur le slalom de Zagreb sur une piste difficile en raison d'un climat exceptionnellement doux. Elle s'adjuge ainsi pour la troisième fois consécutive le Snow Queen Trophy, devançant ses rivales sur le podium Mikaela Shiffrin (+0.50) et Katharina Liensberger (+2.11).
Le 8 janvier, Vlhová se classe quinzième sur le slalom géant de Kranjska Gora (Slovénie) mais remporte le slalom du lendemain, originellement planifié à Maribor. C'est la deuxième fois que la skieuse slovaque s'impose sur cette piste en slalom après sa victoire en 2020.
Ce succès à Kranjska Gora lui permet d'obtenir une deuxième fois le trophée du Renard d'Or (Zlata Lisica), décerné traditionnellement à Maribor.
Le 11 janvier, les femmes courent pour la première fois sur la Planai de Schladming pour un slalom nocturne où elle est battue de 15/100e par Mikaela Shiffrin au terme des deux manches. Ce qui ne l'empêche pas, avec cinq victoires et deux deuxièmes places, de s'adjuger le petit globe de cristal de la discipline à deux courses de la fin, possédant plus de 200 points d'avance sur sa rivale américaine.
Le 7 février 2022 sur la piste Ice River de Yanqing lors des Jeux de Pékin 2022, Petra Vlhová n'est pas en réussite dans le slalom géant dont elle a été championne du monde en 2019, terminant à la quatorzième place. Deux jours plus tard, elle ne réalise que le huitième temps de la première manche du slalom, alors que sa principale rivale Mikaela Shiffrin sort du tracé après trois portes. En deuxième manche, la skieuse slovaque retrouve le niveau qui l'a vue dominer toute la saison en cours dans la discipline, elle réalise le meilleur temps, et les sept coureuses qui s'élancent après elle butent sur son chrono. Katharina Liensberger, septième sur le premier tracé, s'approche à 8/100e et Wendy Holdener, prend le bronze à 12/100e, alors que Lena Dürr, meilleur temps de la première manche, finit quatrième. Petra Vlhová apporte à la Slovaquie sa première médaille d'or et son premier podium en ski alpin aux Jeux olympiques d'hiver. Elle quitte ensuite Pékin, décidant de ne pas participer au combiné dont elle était une des favorites, en raison d'une tendinite à la cheville gauche et avec la volonté de ne pas hypothéquer ses chances dans sa défense du gros globe de cristal en Coupe du monde où elle n'a que 17 points de retard sur Mikaela Shiffrin au classement général.

Après les Jeux de Pékin et avant les finales de la Coupe du monde à Méribel/Courchevel, elle signe sa première victoire de la saison en slalom géant à Åre et revient à 56 points de Mikaela Shiffrin au classement général. Mais la course au gros globe de cristal se joue dans les deux courses de vitesse lors de ces finales, les 16 et 17 mars, lorsque sa rivale américaine remporte la descente puis se classe deuxième du Super-G, alors qu'elle finit à chaque fois hors des points. Ainsi, Petra Vlhova a atteint son objectif de l'hiver, gagner la médaille d'or olympique, mais elle doit laisser le principal trophée de cristal à Shiffrin.

### Saison 2022-2023: en retrait...
Au cours de l'hiver 2022-2023, Petra Vlhová ne peut qu'assister à la domination totale de Mikaela Shiffrin dans les deux disciplines techniques (sept victoires en slalom géant et six en slalom pour une présence sur le podium de toutes les courses sauf une). C'est dans cette discipline qu'elle signe ses deux seules victoires de la saison, à Flachau et lors de la dernière course, à Soldeu. Elle totalise neuf podiums dans les deux disciplines, et termine troisième du classement général et du classement slalom.

### Saison 2023-2024: trois victoires puis fin de saison prématurée
Gagnante en début de saison du slalom de Levi, Petra Vlhová s'impose également dans cette discipline à Courchevel le 21 décembre puis à Kranjska Gora le 7 janvier, se posant comme chaque année depuis 2019 comme la principale rivale de Mikaela Shiffrin pour le petit globe de la discipline et également pour le classement général. Alors qu'elles en sont à trois victoires partout en slalom, l'Américaine la devance de 27/100e dans la course nocturne de Flachau le 17 janvier au terme d'un duel de haute volée. 
Le 20 janvier, Petra Vlhová chute lors de la première manche du slalom géant de Jasná. Atteinte d'une rupture du ligament croisé antérieur du genou droit, cette blessure met un terme à sa saison.

## Palmarès

### Jeux olympiques d'hiver
| Épreuve / Édition   | Descente | Super G | Slalom géant | Slalom | Combiné | Par équipes |
| ------------------- | -------- | ------- | ------------ | ------ | ------- | ----------- |
| JO 2014 Sotchi      | -        | -       | 24e          | 19e    | -       | -           |
| JO 2018 Pyeongchang | Abandon  | 32e     | 13e          | 13e    | 5e      | 9e          |
| JO 2022 Pékin       |          |         | 14e          | Or     |         |             |

### Championnats du monde
| Épreuve / Édition                | Descente | Super G | Slalom géant | Slalom | Combiné | Par équipes |
| -------------------------------- | -------- | ------- | ------------ | ------ | ------- | ----------- |
| Mondiaux 2013 Schladming         | -        | -       | -            | Ab.    | -       | -           |
| Mondiaux 2015 Vail               | -        | -       | 30e          | 44e    | -       | -           |
| Mondiaux 2017 Saint-Moritz       | -        | -       | 8e           | 4e     | -       | Argent      |
| Mondiaux 2019 Åre                | -        | -       | Or           | Bronze | Argent  | -           |
| Mondiaux 2021 Cortina d'Ampezzo  | -        | 9e      | 12e          | Argent | Argent  | -           |
| Mondiaux 2023 Courchevel/Méribel | -        | -       | 7e           | 5e     | -       | -           |

### Coupe du monde
- 1 gros globe de cristal : gagnante du classement général en 2020-2021.
- 3 petits globes de cristal (slalom et parallèle, 2019-2020, slalom 2021-2022)
- 73 podiums dont 31 victoires.

#### Différents classements en Coupe du monde
| Saison / Épreuve | Saison / Épreuve | Général | Général | Descente | Descente | Super G | Super G | Slalom géant | Slalom géant | Slalom | Slalom | Combiné | Combiné | Parallèle | Parallèle |
| ---------------- | ---------------- | ------- | ------- | -------- | -------- | ------- | ------- | ------------ | ------------ | ------ | ------ | ------- | ------- | --------- | --------- |
| Saison / Épreuve | Saison / Épreuve | Class.  | Points  | Class.   | Points   | Class.  | Points  | Class.       | Points       | Class. | Points | Class.  | Points  | Class.    | Points    |
| 2012-2013        | 2012-2013        | 91e     | 24      | -        | -        | -       | -       | -            | -            | 42e    | 24     | -       | -       | -         | -         |
| 2013-2014        | 2013-2014        | -       | -       | -        | -        | -       | -       | -            | -            | -      | -      | -       | -       | -         | -         |
| 2014-2015        | 2014-2015        | 81e     | 34      | -        | -        | -       | -       | -            | -            | 34e    | 34     | -       | -       | -         | -         |
| 2015-2016        | 2015-2016        | 24e     | 407     | -        | -        | -       | -       | 40e          | 18           | 6e     | 389    | -       | -       | -         | -         |
| 2016-2017        | 2016-2017        | 10e     | 589     | -        | -        | -       | -       | 11e          | 178          | 5e     | 411    | -       | -       | -         | -         |
| 2017-2018        | 2017-2018        | 5e      | 888     | -        | -        | -       | -       | 13e          | 149          | 4e     | 679    | 7e      | 60      | -         | -         |
| 2018-2019        | 2018-2019        | 2e      | 1355    | -        | -        | -       | -       | 2e           | 478          | 2e     | 877    | -       | -       | -         | -         |
| 2019-2020        | 2019-2020        | 3e      | 1189    | 16e      | 164      | 14e     | 119     | 2e           | 333          | 1re    | 460    | -       | -       | 1re       | 113       |
| 2020-2021        | 2020-2021        | 1re     | 1392    | 12e      | 164      | 8e      | 158     | 6e           | 342          | 3e     | 652    | -       | -       | 1re       | 100       |
| 2021-2022        | 2021-2022        | 2e      | 1242    | 37e      | 22       | 40e     | 26      | 4e           | 491          | 1re    | 770    | -       | -       | -         | -         |
| 2022-2023        | 2022-2023        | 3e      | 1125    | 41e      | 9        | -       | -       | 4e           | 486          | 3e     | 630    | -       | -       | -         | -q        |

En 2021, une seule épreuve de parallèle étant disputée, aucun globe n'est attribué

#### Détail des victoires
| Saison / Épreuve | Slalom                                | Géant                             | City Event | Slalom parallèle | Total |
| 2015-2016        | Åre                                   |                                   |            |                  | 1     |
| 2016-2017        | Aspen                                 |                                   |            |                  | 1     |
| 2017-2018        | Levi Lenzerheide                      |                                   |            |                  | 2     |
| 2018-2019        | Flachau                               | Semmering Maribor Spindleruv Mlyn | Oslo       |                  | 5     |
| 2019-2020        | Zagreb Flachau Kranjska Gora          | Sestrières                        |            | Saint-Moritz     | 5     |
| 2020-2021        | Levi (x 2) Zagreb Åre                 | Jasná                             |            | Zürs             | 6     |
| 2021-2022        | Levi (x 2) Lienz Zagreb Kranjska Gora | Åre                               |            |                  | 6     |
| 2022-2023        | Flachau Soldeu                        |                                   |            |                  | 2     |
| 2023-2024        | Levi Courchevel Kranjska Gora         |                                   |            |                  | 3     |
| Total            | 22                                    | 6                                 | 1          | 2                | 31    |

### Championnats du monde junior
| Épreuve / Édition              | Descente | Super G | Slalom géant | Slalom  | Combiné |
| ------------------------------ | -------- | ------- | ------------ | ------- | ------- |
| Mondiaux 2011 Crans Montana    | -        | 34e     | 27e          | 30e     | -       |
| Mondiaux 2012 Roccaraso        | -        | 26e     | 28e          | Bronze  | 5e      |
| Mondiaux 2013 Mont Sainte-Anne | -        | 34e     | 8e           | 4e      | -       |
| Mondiaux 2014 Jasna            | -        | -       | 14e          | Or      | -       |
| Mondiaux 2015 Hafjell          | -        | 39e     | 17e          | Abandon | 31e     |

### Jeux olympiques de la jeunesse
- Médaille d'or en slalom en 2012 à Innsbruck.

### Coupe d'Europe
- 5 victoires (4 en slalom, 1 en slalom géant).

Palmarès en avril 2019

### Championnats de Slovaquie
- Championne en slalom en 2012, 2014 et 2018.